# Lisa Zane
Lisa Zane, właśc. Elizabeth Frances Zane (ur. 5 kwietnia 1961 w Chicago) – amerykańska aktorka, piosenkarka i autorka tekstów piosenek.

## Życiorys

### Wczesne lata
Urodziła się w Chicago w stanie Illinois jako córka Thalii Zane (z domu Colovos) i Williama George’a Zane’a Sr., pary amatorskich aktorów, twórców szkoły dla techników medycznych. Oryginalne nazwisko jej rodziny, „Zanikopolous”, zostało zangielszczone na „Zane” przez jej dziadków. Jej rodzice byli pochodzenia greckiego. Jej młodszy brat William George Zane Jr. (ur. 1966) został także zawodowym aktorem. Dorastała w wierze greckiego Kościoła prawosławnego. Ukończyła wydział teatralny w Vassar College w Poughkeepsie.

### Kariera
Stworzyła wiele ról scenicznych, w tym Ritę Boyle w Preludium miłości (Prelude to a Kiss) i Cleo w Złodziejach (Robbers). Zadebiutowała na scenie w adaptacji Wiśniowego sadu Davida Mameta w Goodman Theatre w jej rodzinnym Chicago. Często śpiewała w kabaretowych sceneriach, interpretując swój materiał w ich oryginalnym języku.
Karierę ekranową rozpoczęła w roli Cathy Arnold w serialu kryminalnym ABC Ohara (1987) z Patem Moritą. W telewizyjnym dramacie NBC Babe Ruth (1991) zagrała postać Claire Hodgson Ruth, drugiej żony zawodowego baseballisty Babe Rutha (Stephen Lang). W ostatnim sezonie serialu NBC Prawnicy z Miasta Aniołów (1992–1993) została obsadzona w roli adwokatki Melindy Paros. We wczesnych odcinkach serialu medycznego NBC Ostry dyżur (1995) wystąpiła jako Diane Leeds, dziewczyna doktora Douga Rossa (George Clooney).
Zane jest także wokalistką, autorką tekstów piosenek dla BMI (ang. Broadcast Music Incorporated), producent muzyczną. W 2004 ukazał się jej debiutancki album. W 2006 wstąpiła w szeregi Songwriter’s Hall of Fame jako twórczyni tekstów.

## Życie prywatne
Od kwietnia 1997 do 1998 była związana z Heathem Ledgerem, którego poznała na planie serialu Prawo miecza (1997).

## Filmografia

### Filmy
- 1989: Anatomia ciała (Gross Anatomy) jako Luann
- 1989: Zderzeni z życiem (Heart of Dixie) jako M.A.
- 1990: Zły wpływ (Bad Influence) jako Claire
- 1990: Pasja Martina (The Passion of Martin) jako Rebecca
- 1991: Kobieta fatalna (Femme Fatale) jako Cynthia
- 1991: Freddy nie żyje: Koniec koszmaru jako Margaret „Maggie” Burroughs
- 1994: Floundering jako Jessica
- 1997: Pielęgniarka (The Nurse) jako Laura Harriman
- 2001: Małpiszon (Monkeybone) jako Medusa
- 2005: Cruel But Necessary jako ginekolog
- 2013: Dziewczyna z Nagasaki (The Girl from Nagasaki) jako piosenkarka jazzowa

### Seriale
- 1992–1993: Prawnicy z Miasta Aniołów (L.A. Law) jako Melina Paros
- 1994: Diagnoza morderstwo (Diagnosis Murder) jako Meg Westlin
- 1995: Ostry dyżur (ER) jako Diane Leeds
- 1995: Iron Man: Obrońca dobra jako Madame Masque (głos)
- 1996: Incredible Hulk jako Jennifer Walters/She-Hulk (głos)
- 1997: Prawo miecza (Roar) jako królowa Diana
- 2003: Potyczki Amy (Judging Amy) jako pani Novins
- 2004: Babski oddział (The Division) jako Lisa
- 2006: Prawo i porządek (Law & Order) jako Sophia Keener
- 2006: Miasteczko Point Pleasant (Point Pleasant) jako Anne Gibson
- 2006–2007: Motomyszy z Marsa (Biker Mice from Mars) jako Charley (głos)
- 2009: Southland jako Lana Schmidt
- 2017: Chicago Justice jako sędzina Fotis